# Air of Mistery
«Air of Mistery» es el único sencillo que publicó el grupo inglés de música electrónica Dinger, lanzado en 1985.

## Descripción
«Air of Mistery» es una canción compuesta por Andy Bell y Pierre Cope. Air of Mistery fue el único sencillo grabado por el dúo Dinger, de efímera duración y que fue la única grabación de Andy Bell antes de integrar Erasure.

## Lista de temas

### Vinilo
1. «Air of Mistery»
2. «I Love to Love»

## Datos adicionales
Este sencillo tiene un lado B: I Love to Love, también escrito por (Bell/Cope). En 2009, Pierre Cope difundió vía internet otro tema de la banda: The End.